# MODFET
Le MODFET (modulated-doping field effect transistor) ou transistor à effet de champ à dopage modulé est un type de transistor à effet de champ (FET). Il est connu aussi sous le nom de HEMT (High Electron Mobility Transistor), ou transistor à haute mobilité électronique. Comme les autres FET, les MODFET sont utilisés dans les circuits intégrés comme interrupteur numérique. 

## Structure

Coupe d'un transistor pHEMT GaAs/AlGaAs/InGaAs.

Structure de bande d'un transistor HEMT n-AlGaAs/GaAs montrant la présence d'une zone de gaz d'électrons 2D.

Un MODFET est constitué par une hétérojonction de type I (SiGe/Ge, AlGaN/InGaN, AlInAs/GaInAs, GaInAs/AlGaAs, AlGaAs/AlGa, etc.). L'hétérojonction est formée par plusieurs couches de dopage différent : une couche du matériau au gap le plus petit (GaAs pour le MODFET AlGaAs/GaAs par exemple) fortement dopé (n+) sur lequel sont connectés le drain et la source, une couche du matériau au gap le plus grand (AlGaAs toujours pour le MODFET AlGaAs/GaAs) fortement dopé (n+) sur lequel est connectée la grille, une très fine couche de ce même matériau non dopé, et une épaisse couche du premier matériau non dopé. 
La différence de gap et le transfert de charges des zones dopées vers les zones non dopées crée à l'interface de l'hétérojonction un puits quantique (2-DEG - ou gaz bi-dimensionnel d'électrons) dans lequel les électrons ont une très grande mobilité. Ce canal de 2-DEG possède en fonction de la tension appliquée sur la grille, un premier niveau d'énergie quantifiée soit au-dessus soit en dessous du niveau de Fermi et est donc peuplé ou dépourvu d'électrons.